# ليز كوهن
ليز كوهن (بالإنجليزية: Liz Cohen)‏ هي فنانة أمريكية، ولدت في 1973.